# Scars to Your Beautiful
Scars to Your Beautiful is een nummer van de Canadese zangeres Alessia Cara uit 2016. Het is de derde single van haar debuutalbum Know-It-All. Het nummer gaat over zijn wie je wil zijn, en anderen de kans te geven om ook te zijn wie ze willen zijn.
Het nummer bereikte in een meerdere landen de hitlijsten. In Alessia Cara's thuisland Canada haalde het nummer de 14e positie. In de Nederlandse Top 40 haalde het nummer een notering op de 7e plaats. In Vlaanderen had het nummer minder succes met een 17e notering in de tipparade van de Ultratop 50.

## Hitnoteringen

### Nederlandse Top 40
| Hitnotering: 10-12-2016 t/m 06-05-2017 | Hitnotering: 10-12-2016 t/m 06-05-2017 | Hitnotering: 10-12-2016 t/m 06-05-2017 | Hitnotering: 10-12-2016 t/m 06-05-2017 | Hitnotering: 10-12-2016 t/m 06-05-2017 | Hitnotering: 10-12-2016 t/m 06-05-2017 | Hitnotering: 10-12-2016 t/m 06-05-2017 | Hitnotering: 10-12-2016 t/m 06-05-2017 | Hitnotering: 10-12-2016 t/m 06-05-2017 | Hitnotering: 10-12-2016 t/m 06-05-2017 | Hitnotering: 10-12-2016 t/m 06-05-2017 | Hitnotering: 10-12-2016 t/m 06-05-2017 | Hitnotering: 10-12-2016 t/m 06-05-2017 | Hitnotering: 10-12-2016 t/m 06-05-2017 | Hitnotering: 10-12-2016 t/m 06-05-2017 | Hitnotering: 10-12-2016 t/m 06-05-2017 | Hitnotering: 10-12-2016 t/m 06-05-2017 | Hitnotering: 10-12-2016 t/m 06-05-2017 | Hitnotering: 10-12-2016 t/m 06-05-2017 | Hitnotering: 10-12-2016 t/m 06-05-2017 | Hitnotering: 10-12-2016 t/m 06-05-2017 |
| Week:                                  | 1                                      | 2                                      | 3                                      | 4                                      | 5                                      | 6                                      | 7                                      | 8                                      | 9                                      | 10                                     | 11                                     | 12                                     | 13                                     | 14                                     | 15                                     | 16                                     | 17                                     | 18                                     | 19                                     | 20                                     |
| -------------------------------------- | -------------------------------------- | -------------------------------------- | -------------------------------------- | -------------------------------------- | -------------------------------------- | -------------------------------------- | -------------------------------------- | -------------------------------------- | -------------------------------------- | -------------------------------------- | -------------------------------------- | -------------------------------------- | -------------------------------------- | -------------------------------------- | -------------------------------------- | -------------------------------------- | -------------------------------------- | -------------------------------------- | -------------------------------------- | -------------------------------------- |
| Positie:                               | 36                                     | 34                                     | 23                                     | 17                                     | 17                                     | 12                                     | 7                                      | 7                                      | 7                                      | 9                                      | 9                                      | 10                                     | 12                                     | 17                                     | 17                                     | 19                                     | 21                                     | 24                                     | 25                                     | 26                                     |
| Week:                                  | 21                                     | 22                                     |                                        |                                        |                                        |                                        |                                        |                                        |                                        |                                        |                                        |                                        |                                        |                                        |                                        |                                        |                                        |                                        |                                        |                                        |
| Positie:                               | 32                                     | 40                                     | uit                                    |                                        |                                        |                                        |                                        |                                        |                                        |                                        |                                        |                                        |                                        |                                        |                                        |                                        |                                        |                                        |                                        |                                        |

### NederlandseSingle Top 100
| Hitnotering: (Week 1 t/m 25) 01-10-2016 t/m 18-03-2017 Hitnotering: (Week 26) 29-04-2017 | Hitnotering: (Week 1 t/m 25) 01-10-2016 t/m 18-03-2017 Hitnotering: (Week 26) 29-04-2017 | Hitnotering: (Week 1 t/m 25) 01-10-2016 t/m 18-03-2017 Hitnotering: (Week 26) 29-04-2017 | Hitnotering: (Week 1 t/m 25) 01-10-2016 t/m 18-03-2017 Hitnotering: (Week 26) 29-04-2017 | Hitnotering: (Week 1 t/m 25) 01-10-2016 t/m 18-03-2017 Hitnotering: (Week 26) 29-04-2017 | Hitnotering: (Week 1 t/m 25) 01-10-2016 t/m 18-03-2017 Hitnotering: (Week 26) 29-04-2017 | Hitnotering: (Week 1 t/m 25) 01-10-2016 t/m 18-03-2017 Hitnotering: (Week 26) 29-04-2017 | Hitnotering: (Week 1 t/m 25) 01-10-2016 t/m 18-03-2017 Hitnotering: (Week 26) 29-04-2017 | Hitnotering: (Week 1 t/m 25) 01-10-2016 t/m 18-03-2017 Hitnotering: (Week 26) 29-04-2017 | Hitnotering: (Week 1 t/m 25) 01-10-2016 t/m 18-03-2017 Hitnotering: (Week 26) 29-04-2017 | Hitnotering: (Week 1 t/m 25) 01-10-2016 t/m 18-03-2017 Hitnotering: (Week 26) 29-04-2017 | Hitnotering: (Week 1 t/m 25) 01-10-2016 t/m 18-03-2017 Hitnotering: (Week 26) 29-04-2017 | Hitnotering: (Week 1 t/m 25) 01-10-2016 t/m 18-03-2017 Hitnotering: (Week 26) 29-04-2017 | Hitnotering: (Week 1 t/m 25) 01-10-2016 t/m 18-03-2017 Hitnotering: (Week 26) 29-04-2017 | Hitnotering: (Week 1 t/m 25) 01-10-2016 t/m 18-03-2017 Hitnotering: (Week 26) 29-04-2017 | Hitnotering: (Week 1 t/m 25) 01-10-2016 t/m 18-03-2017 Hitnotering: (Week 26) 29-04-2017 | Hitnotering: (Week 1 t/m 25) 01-10-2016 t/m 18-03-2017 Hitnotering: (Week 26) 29-04-2017 | Hitnotering: (Week 1 t/m 25) 01-10-2016 t/m 18-03-2017 Hitnotering: (Week 26) 29-04-2017 | Hitnotering: (Week 1 t/m 25) 01-10-2016 t/m 18-03-2017 Hitnotering: (Week 26) 29-04-2017 | Hitnotering: (Week 1 t/m 25) 01-10-2016 t/m 18-03-2017 Hitnotering: (Week 26) 29-04-2017 | Hitnotering: (Week 1 t/m 25) 01-10-2016 t/m 18-03-2017 Hitnotering: (Week 26) 29-04-2017 |
| Week:                                                                                    | 1                                                                                        | 2                                                                                        | 3                                                                                        | 4                                                                                        | 5                                                                                        | 6                                                                                        | 7                                                                                        | 8                                                                                        | 9                                                                                        | 10                                                                                       | 11                                                                                       | 12                                                                                       | 13                                                                                       | 14                                                                                       | 15                                                                                       | 16                                                                                       | 17                                                                                       | 18                                                                                       | 19                                                                                       | 20                                                                                       |
| ---------------------------------------------------------------------------------------- | ---------------------------------------------------------------------------------------- | ---------------------------------------------------------------------------------------- | ---------------------------------------------------------------------------------------- | ---------------------------------------------------------------------------------------- | ---------------------------------------------------------------------------------------- | ---------------------------------------------------------------------------------------- | ---------------------------------------------------------------------------------------- | ---------------------------------------------------------------------------------------- | ---------------------------------------------------------------------------------------- | ---------------------------------------------------------------------------------------- | ---------------------------------------------------------------------------------------- | ---------------------------------------------------------------------------------------- | ---------------------------------------------------------------------------------------- | ---------------------------------------------------------------------------------------- | ---------------------------------------------------------------------------------------- | ---------------------------------------------------------------------------------------- | ---------------------------------------------------------------------------------------- | ---------------------------------------------------------------------------------------- | ---------------------------------------------------------------------------------------- | ---------------------------------------------------------------------------------------- |
| Positie:                                                                                 | 87                                                                                       | 65                                                                                       | 65                                                                                       | 70                                                                                       | 65                                                                                       | 70                                                                                       | 43                                                                                       | 41                                                                                       | 43                                                                                       | 36                                                                                       | 33                                                                                       | 33                                                                                       | 31                                                                                       | 41                                                                                       | 30                                                                                       | 33                                                                                       | 36                                                                                       | 33                                                                                       | 34                                                                                       | 30                                                                                       |
| Week:                                                                                    | 21                                                                                       | 22                                                                                       | 23                                                                                       | 24                                                                                       | 25                                                                                       |                                                                                          | 26                                                                                       |                                                                                          |                                                                                          |                                                                                          |                                                                                          |                                                                                          |                                                                                          |                                                                                          |                                                                                          |                                                                                          |                                                                                          |                                                                                          |                                                                                          |                                                                                          |
| Positie:                                                                                 | 45                                                                                       | 34                                                                                       | 47                                                                                       | 68                                                                                       | 81                                                                                       | uit                                                                                      | 92                                                                                       | uit                                                                                      |                                                                                          |                                                                                          |                                                                                          |                                                                                          |                                                                                          |                                                                                          |                                                                                          |                                                                                          |                                                                                          |                                                                                          |                                                                                          |                                                                                          |

### NederlandseMega Top 50
| Hitnotering: 17-12-2016 t/m 13-05-2017 | Hitnotering: 17-12-2016 t/m 13-05-2017 | Hitnotering: 17-12-2016 t/m 13-05-2017 | Hitnotering: 17-12-2016 t/m 13-05-2017 | Hitnotering: 17-12-2016 t/m 13-05-2017 | Hitnotering: 17-12-2016 t/m 13-05-2017 | Hitnotering: 17-12-2016 t/m 13-05-2017 | Hitnotering: 17-12-2016 t/m 13-05-2017 | Hitnotering: 17-12-2016 t/m 13-05-2017 | Hitnotering: 17-12-2016 t/m 13-05-2017 | Hitnotering: 17-12-2016 t/m 13-05-2017 | Hitnotering: 17-12-2016 t/m 13-05-2017 | Hitnotering: 17-12-2016 t/m 13-05-2017 | Hitnotering: 17-12-2016 t/m 13-05-2017 | Hitnotering: 17-12-2016 t/m 13-05-2017 | Hitnotering: 17-12-2016 t/m 13-05-2017 | Hitnotering: 17-12-2016 t/m 13-05-2017 | Hitnotering: 17-12-2016 t/m 13-05-2017 | Hitnotering: 17-12-2016 t/m 13-05-2017 | Hitnotering: 17-12-2016 t/m 13-05-2017 | Hitnotering: 17-12-2016 t/m 13-05-2017 |
| Week:                                  | 1                                      | 2                                      | 3                                      | 4                                      | 5                                      | 6                                      | 7                                      | 8                                      | 9                                      | 10                                     | 11                                     | 12                                     | 13                                     | 14                                     | 15                                     | 16                                     | 17                                     | 18                                     | 19                                     | 20                                     |
| -------------------------------------- | -------------------------------------- | -------------------------------------- | -------------------------------------- | -------------------------------------- | -------------------------------------- | -------------------------------------- | -------------------------------------- | -------------------------------------- | -------------------------------------- | -------------------------------------- | -------------------------------------- | -------------------------------------- | -------------------------------------- | -------------------------------------- | -------------------------------------- | -------------------------------------- | -------------------------------------- | -------------------------------------- | -------------------------------------- | -------------------------------------- |
| Positie:                               | 21                                     | 15                                     | 34                                     | 22                                     | 8                                      | 8                                      | 5                                      | 6                                      | 9                                      | 12                                     | 12                                     | 12                                     | 15                                     | 10                                     | 15                                     | 21                                     | 28                                     | 28                                     | 32                                     | 45                                     |
| Week:                                  | 21                                     | 22                                     |                                        |                                        |                                        |                                        |                                        |                                        |                                        |                                        |                                        |                                        |                                        |                                        |                                        |                                        |                                        |                                        |                                        |                                        |
| Positie:                               | 46                                     | 48                                     | uit                                    |                                        |                                        |                                        |                                        |                                        |                                        |                                        |                                        |                                        |                                        |                                        |                                        |                                        |                                        |                                        |                                        |                                        |